# المقلوبة
المَقْلُوبَة (بالمالطية: Il-Maqluba تعني مقلوبة) هي حفرة (بالوعة) تبلغ مساحتها حوالي 4,765 متر مربع (51,290 قدم2) يقع في قرية Qrendi في مالطا. المقلوبة هي منطقة محمية خاصة، وهي موقع مرشح ذي أهمية دولية وتم تعيينه كمنطقة لحماية الأشجار، ويشكل جزءًا من مواقع الطبيعة 2000، وهي شبكة من مناطق حماية الطبيعة داخل الاتحاد الأوروبي. في العيد الأخير في قرندي كان حريق في مقلوبة. يحظر على الزائرين في الجزء السفلي من الحوض بسبب سياج خشبي شفاف،

## التكوين الجيولوجي
مثل جميع البالوعات، تم تشكيل هذا التجويف من خلال انهيار أرضية من الحجر الجيري تقع فوق تجويف مجوف من خلال تدفق المياه في الإغاثة الكارستية . يبلغ قطرها حوالي 50 م، والعمق حوالي 15 م، وتبلغ مساحتها حوالي 4,765 متر مربع (51,290 قدم2) ومحيط 300 م.  يتكون من الطين الأزرق وحجر الجيربيجرينا الذي يعلوه الحجر الجيري المرجاني السفلي أو qonqor. تعد المنطقة مكانًا ذا أهمية طبيعية تتشكل من خلال قوة جريان مياه الأمطار التي تتدفق من خلال الشقوق والشقوق. هذا الاختراق التدريجي، ولكن المستمر، خلق كهوفًا أصبحت أكبر بمرور الوقت، مما أدى إلى إنتاج جوفاء كانت غير قادرة في نهاية المطاف على دعم الطبقة العلوية المتراكبة، والتي انهارت في النهاية وخلقت الدولين الذي يمكن رؤيته اليوم.

## ظهور التجويف
ظهر التجويف بعنف في 23 نوفمبر 1343 خلال عاصفة عنيفة أو ربما زلزال.

## الأساطير
التكوين المذهل هو أصل العديد من الأساطير. يروي أحدهم أن المكان كان يسكنه أناس عاشوا حياة بائسة لدرجة أن أحد الجيران حذرهم من طرقهم الخاطئة، دون أن يلاحظوا ذلك. لذلك أراد الله أن يعاقب الخطاة بابتلاع القرية، مخلصًا الجار الحكيم فقط. ثم رمي الملائكة شظية في البحر، وخلق جزيرة فلفلة .   تحكي نسخة أخرى من هذه الأسطورة عن راهبة تم إنقاذها أثناء الصلاة في كهف القديس متّى أثناء تكوّن هذه البالوعة.